# Louis Couhé
Louis Couhé est un homme politique français né le 24 juin 1889 à Sailly-sur-la-Lys (Pas-de-Calais) et mort le 3 septembre 1979 à Paris.

## Biographie
Fils du président du tribunal civil de Lille, il est docteur en droit et diplômé d'études supérieures administratives et financières. Pendant la guerre de 14/18, il est lieutenant au 43e RI, passe dans l'aviation comme observateur en avion fin 1916 à l'escadrille N26 puis obtient le brevet de pilote militaire (N°6156) il est affecté à l'escadrille SPA 37.
Secrétaire à la direction générale des mines de Lens, il entre au ministère de l'Air, dont il devient secrétaire général. Il est ensuite directeur général de l'Aviation civile et conseiller d’État. Directeur d'Air France Transatlantique, il est révoqué en 1941 par le régime de Vichy. Il est président du conseil d'administration d'Aéroports de Paris de 1948 à 1960.
Conseiller général du canton de Laventie, il est président conseil général du Pas-de-Calais et député de 1924 à 1928, inscrit au groupe de la Gauche républicaine démocratique. 
En 1962, il crée avec André Ramondo responsable du personnel navigant d'Air France, l'Institut Aéronautique Amaury de La Grange, école de formation de pilotes et de techniciens au château de La Motte au bois (Nord).
Il est Grand-Croix de la Légion d'Honneur en 1961, Croix de Guerre avec palme, Commandeur de l'Empire Britannique, Résistant en 39/45 - Juste parmi les Nations (1999).

## Sources
- 70 ans d'Aéroports de Paris, Louis Couhé Président Fondateur.
- « Louis Couhé », dans le Dictionnaire des parlementaires français (1889-1940), sous la direction de Jean Jolly, PUF, 1960 [détail de l’édition]